# Ramulispora sorghicola
Ramulispora sorghicola är en svampart som beskrevs av E. Harris 1960. Ramulispora sorghicola ingår i släktet Ramulispora och familjen Mycosphaerellaceae.   Inga underarter finns listade i Catalogue of Life.